# Gallagher & Lyle
Gallagher & Lyle was een Brits singer-songwriterduo.

## Bezetting
- Benny Gallagher[4] (zang, gitaar, piano, basgitaar, piano-accordeon, mandoline, ocarina, mondharmonica)
- Graham Lyle[4] (zang, gitaar, mandoline, banjo, viool)

## Geschiedenis
Op 19-jarige leeftijd begonnen de beide Schotten Benny Gallagher en Graham Lyle samen songs te schrijven. Een van hun eerste uitgebrachte songs was Mr. Heartbreak's Here Again (1964), dat werd opgenomen door Dean Ford & the Gaylords, de latere band The Marmalade. In 1968, ondertussen verkast naar Londen, werden ze gecontracteerd door Apple Records, de muziekuitgeverij van The Beatles, om songs te schrijven voor artiesten als Mary Hopkin (Sparrow, International).
Eind 1969 voegden ze zich bij de band McGuinness Flint, waarvoor ze de top 10-hits When I'm Dead and Gone en Malt and Barley Blues schreven.
In 1972 verlieten beiden de band van Tom McGuinness en Hughie Flint om als duo verder te gaan. Gelijktijdig speelden ze ook in de band Slim Chance van Ronnie Lane. Hun vijfde album als duo bracht Gallagher & Lyle het eerste commerciële succes. Het album Breakaway en het als single uitgebrachte I Wanna Stay With You haalden in februari 1976 gelijktijdig de Britse hitlijst. In de daaropvolgende weken lukte dit ook met Heart on My Sleeve. Gallagher & Lyle hadden Breakaway, de titelsong van het album, voorheen ook al overgedragen aan Art Garfunkel, die de compositie al in 1975, een jaar eerder dan Gallagher & Lyle, op zijn tweede soloalbum had uitgebracht en dit eveneens Breakaway had genoemd. Later coverde Art Garfunkel ook de Gallagher-Lyle compositie A Heart in New York. Dit nummer werd in 1981 ook gespeeld door Simon & Garfunkel tijdens hun concert in Central Park, dat in 1982 werd uitgebracht als livealbum.
Het in 1979 uitgebrachte album bracht Gallagher & Lyle slechts bescheiden succes. In 1980 scheidden de wegen van het duo.
Lyle zocht voor zijn songs een nieuwe partner als auteur, Terry Britten, en samen schreven ze hits als What's Love Got to Do with It voor Tina Turner, (waarvoor ze in 1985 een Grammy Award kregen), en Just Good Friends voor Michael Jackson. Bovendien tekende hij als coauteur van I Should Have Known Better van Jim Diamond en We Don't Need Another Hero voor Tina Turner. Samen met zijn oude metgezel Tom McGuinness bracht hij het album Acting on Impulse uit als Lyle McGuinness.
Gallagher was later kortstondig lid van The Manfreds, een band die bestond uit vroegere bandleden van de band Manfred Mann, onder wie ook Tom McGuinness.

## Discografie

### Singles
- 1976: I Wanna Stay With You
- 1976: Heart on My Sleeve
- 1976: Breakaway
- 1977: Every Little Teardrop
- 1991: Heart on My Sleeve

### Albums
- 1972: Gallagher and Lyle
- 1973: Willie and the Lapdog
- 1973: Seeds
- 1974: The Last Cowboy
- 1976: Breakaway
- 1977: Love on the Airwaves
- 1978: Showdown
- 1979: Lonesome No More
- 1991: The Very Best of Gallagher & Lyle (compilatie)
- 1999: Live in Concert (live, BBC-opnamen)
- 2004: The River Sessions (opgenomen voor Radio Clyde, 1974)